# Chandra Das Rai
Prem Das Rai (ur. 31 lipca 1954 w Dardżylingu) – indyjski polityk.
Był wiceprzewodniczącym stanowej komisji planowania w Sikkimie (2008-2009). W 2009 uzyskał mandat deputowanego do Lok Sabhy,  następnie zaś objął funkcję lidera Sikkim Democratic Front w tej izbie.
Jest żonaty (od 1982), ma dwoje dzieci.